# Sōgō Rihabiri Center (metropolitana di Nagoya)
Sōgō Rihabiri Center (総合リハビリセンター駅?, Sōgō Rihabiri Sentā-eki) è una stazione della metropolitana di Nagoya situata nel quartiere di Mizuho-ku, a Nagoya, ed è servita dalla linea Meijō. Il nome deriva dal centro di riabilitazione generale, struttura ospedaliera per la riabilitazione post-traumatica accessibile da questa stazione.

## Linee
Metropolitana di Nagoya
 Linea Meijō

## Struttura
La stazione è sotterranea, e possiede un marciapiede a isola con due binari passanti.
| 1 | Linea Meijō | per Yagoto, Motoyama e Ōzone |
| 2 | Linea Meijō | per Aratama-bashi e Kanayama |

## Stazioni adiacenti
| «           | Servizio    | »                     |
| Linea Meijō | Linea Meijō | Linea Meijō           |
| ----------- | ----------- | --------------------- |
| Yagoto      | -           | Mizuho Undōjō Higashi |